# Mutsu (Aomori)
Mutsu (jap. むつ市, -shi) ist eine Stadt in der Präfektur Aomori auf Honshū, der Hauptinsel von Japan.

## Geographie
Mutsu liegt nördlich von Aomori auf der Shimokita-Halbinsel an der Mutsu-Bucht und der Tsugaru-Straße.

## Geschichte
Mutsu wurde am 1. September 1959 als Ōminato-Tanabu (大湊田名部市, -shi) aus der Vereinigung der beiden Gemeinden Ōminato (大湊町, -machi) und Tanabu (田名部町, -machi) im Landkreis Shimokita gegründet. Mit 6 Schriftzeichen war es bis zur Gründung von Ichiki-Kushikino (いちき串木野市) im Jahr 2003 mit 7 Schriftzeichen der längste Name einer Stadt in Japan. Mit 9 Moren hält er jedoch bis heute noch den Rekord des längsten Städtenamens nach Moren. Am 1. August 1960 erfolgte die Umbenennung in Mutsu (むつ市). Sie war damit die erste Stadt deren Name mit Hiragana, statt vollständig mit Kanji geschrieben wurde (siehe auch Japanische Toponyme in Kana).
Am 14. März 2005 wurden die Gemeinden Kawauchi (川内町, -machi), Ōhata (大畑町, -machi) und das Dorf Wakinosawa (脇野沢村, -mura) aus dem Landkreis Shimokita eingemeindet.

## Verkehr
- Zug:
  - JR Ominato-Linie
- Straße:
  - Nationalstraße 279, 338

## Städtepartnerschaften

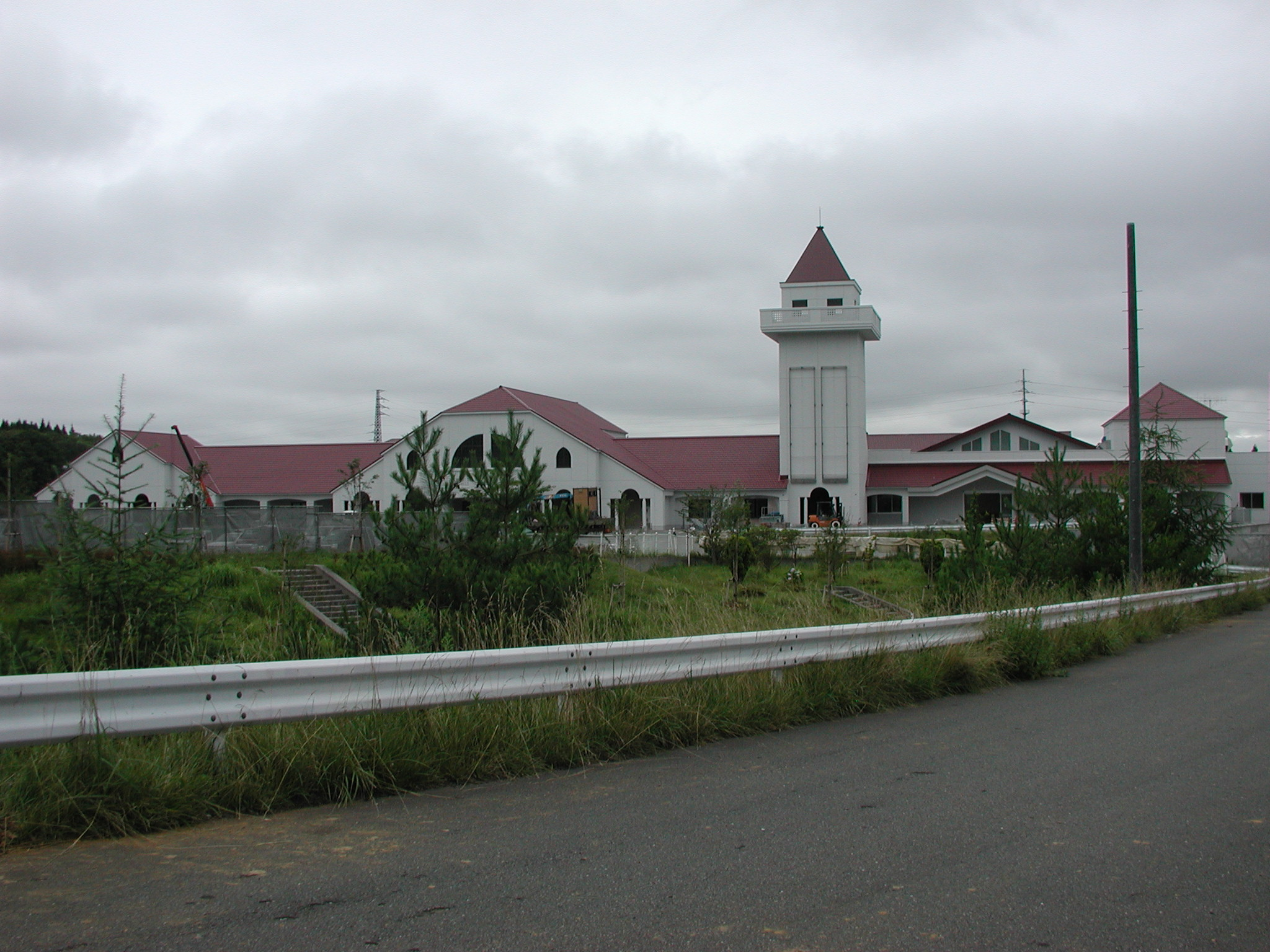
Rathaus

- Port Angeles, seit 1995

## Söhne und Töchter der Stadt
- Ryū Fujisaki (* 1971), Mangaka, Illustrator
- Ken’ichi Matsuyama (* 1985), Schauspieler
- Takayuki Kishimoto (* 1990), Hürdenläufer